# 1000 Rosen
Pour plus de détails, voir Fiche technique et Distribution.
1000 Rosen est un film néerlandais réalisé par Theu Boermans, sorti en 1994.

## Synopsis
L'histoire se déroule dans ville industrielle des années 1960 dont l'économie dépend d'une aciérie.

## Fiche technique
- Titre : 1000 Rosen
- Réalisation : Theu Boermans
- Scénario : Gustav Ernst et Theu Boermans d'après la pièce de théâtre de Gustav Ernst
- Musique : Lodewijk de Boer
- Photographie : Theo Bierkens
- Montage : René Wiegmans
- Production : Matthijs van Heijningen
- Société de production : Sigma Film Productions et Nederlandse Omroepstichtin
- Société de distribution : The Movies (Pays-Bas)
- Pays :  Pays-Bas
- Genre : Drame
- Durée : 95 minutes
- Dates de sortie : 
  -  États-Unis : 29 septembre 1994

## Distribution
- Marieke Heebink : Gina
- Jaap Spijkers : Harry
- Tessa Lilly Wyndham : Liesje
- Marianne Rogée : la mère de Gina
- Marisa van Eyle : Rita
- Bert Geurkink : Kernstock
- Hannes Demming : Oom / le directeur de la banque
- Rik Launspach : M. Marshall

## Distinctions
Le film a reçu 4 nominations aux Veaux d'or et a remporté 3 prix : Meilleur film, Meilleure actrice pour Marieke Heebink et Meilleur acteur pour Jaap Spijkers.